# Dioryctria contortella
Dioryctria contortella is een vlinder uit de familie van de snuitmotten (Pyralidae). De wetenschappelijke naam van de soort is voor het eerst geldig gepubliceerd in 1969 door Akira Mutuura, Eugene Gordon Munroe & Ross.

## Type
- holotype: "male. 15.VII.1967. leg. Ross"
- instituut: CNC, Ottawa, Canada
- typelocatie: "British Columbia, Barrière"